# Моци, Космин
Ко́смин Ио́сиф Мо́ци (рум. Cosmin Iosif Moţi; род. 3 декабря 1984, Решица, Румыния) — румынский футболист, игравший на позиции защитника. Участник чемпионатов Европы 2008 и 2016 в составе сборной Румынии.

## Карьера
Является воспитанником футбольного клуба «Решица». Начал взрослую карьеру в клубе «Университатя» в сезоне 2002/2003. В 2005 году перешел в бухарестское «Динамо», где в дебютном матче выиграл Суперкубок Румынии, а впоследствии стал чемпионом и обладателем Кубка. В 2008 году был арендован футбольным клубом «Сиена», где провел всего 4 игры и в том же сезоне вернулся в «Динамо». Также в 2008 году дебютировал за национальную сборную Румынии, был в заявке на Чемпионат Европы 2008. В 2012 году перешёл в «Лудогорец», с которым стал семикратным чемпионом Болгарии. В сентябре 2014 года Моци спустя 6 лет вновь получил вызов в сборную Румынии — на товарищеский матч против Греции.

### Вратарский опыт в игре со «Стяуа»
27 августа 2014 года в конце дополнительного времени матча раунда плей-офф Лиги чемпионов против «Стяуа» был вынужден занять позицию вратаря после удаления Владислава Стоянова, надев футболку запасного голкипера команды Ивана Чворовича. До окончания овертайма он успел отличиться удачной игрой на выходе при подаче с углового. Последовавшая серия послематчевых пенальти началась с точного удара Моци, а в дальнейшем он отразил два удара соперника, при этом регулярно отвлекая бьющих своими телодвижениями, причём последний удар взял «намертво», после чего с мячом побежал праздновать победу с болельщиками на трибуны. Вскоре после матча владелец «Лудогорца» Кирил Домусчиев предложил назвать в честь Моци одну из трибун на новом домашнем стадионе клуба. Сам Космин заявил, что он в первый раз решил встать в ворота, и это получилось для него удачно, но он не собирается менять своё амплуа и будет продолжать играть в роли защитника.

## Достижения
Динамо (Бухарест)
- Чемпион Румынии: 2006/07
- Обладатель Кубка Румынии: 2011/12
- Обладатель Суперкубка Румынии: 2005

 Лудогорец
- Чемпион Болгарии (8): 2012/13, 2013/14, 2014/15, 2015/16, 2016/17, 2017/18, 2018/19, 2019/20
- Обладатель Кубка Болгарии: 2013/14
- Обладатель Суперкубка Болгарии (4): 2012, 2014, 2018, 2019